# Olympische Sommerspiele 1912/Leichtathletik – Diskuswurf beidarmig (Männer)
Der beidarmige Diskuswurf der Männer bei den Olympischen Spielen 1912 in Stockholm wurde am 13. Juli 1912 im Stockholmer Olympiastadion ausgetragen. Zwanzig Athleten nahmen daran teil. Diese Disziplin war nur 1912 Teil des Programms der Olympischen Spiele.
Olympiasieger wurde der Finne Armas Taipale vor seinem Landsmann Elmer Niklander. Bronze ging an den Schweden Emil Magnusson.

## Rekorde

### Bestehende Rekorde
- Weltrekorde wurden im beidhändigen Diskuswurf nicht geführt.
- Olympischer Rekord: Da der Wettbewerb erstmals auf dem olympischen Programm stand, gab es noch keinen olympischen Rekord.

### Neuer olympischer Rekord
Der olympische Rekord wurde in der Konkurrenz am 13. Juli auf zuletzt folgende Marke gesteigert:
- 82,86 m – Armas Taipale (Großfürstentum Finnland), Finale, 1. Durchgang

## Durchführung des Wettbewerbs
Alle Athleten hatten in der Vorrunde, die in drei Gruppen durchgeführt wurde, je drei Versuche mit dem schwächeren und dem besseren Arm. Das Endresultat errechnete sich durch Addition der jeweils besten Weiten. Die besten drei Athleten absolvierten anschließend weitere drei Versuche pro Arm, wobei die Ergebnisse der Vorrunde mit in die Wertung kamen.

## Legende
x: ungültig

Die jeweils besten Weiten der einzelnen Teilnehmer sind fett gedruckt.

Die obere Weite bezeichnet das Resultat mit der besseren, das untere das Ergebnis mit der schwächeren Hand. 

## Qualifikation
Datum: 13. Juli 1912

### Gruppe A

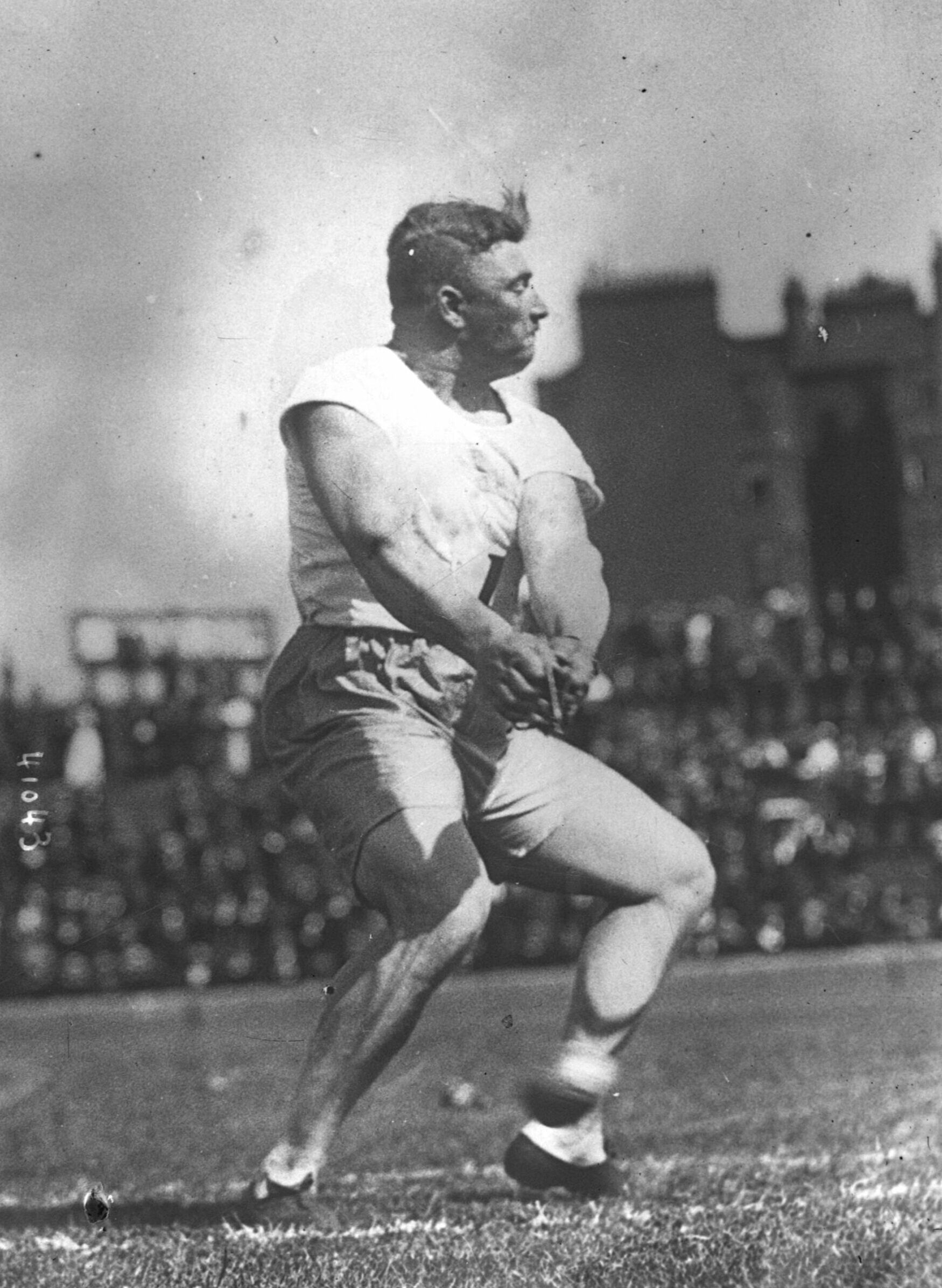
Carl Johan Lind – im Vorkampf ausgeschieden mit 68,02 m, Gesamtrang acht

| Platz | Name              | Nation     | Resultat   |                                | 1. Versuch (m) | 2. Versuch (m) | 3. Versuch (m) |
| ----- | ----------------- | ---------- | ---------- | ------------------------------ | -------------- | -------------- | -------------- |
| 1     | Armas Taipale     | Finnland   | 80,03 m OR | besserer Arm: schwächerer Arm: | 42,68 34,15    | 43,70 35,35    | 44,68 x        |
| 2     | Emil Magnusson    | Schweden   | 75,35 m    | besserer Arm: schwächerer Arm: | 40,28 35,07    | x              | x              |
| 3     | Einar Nilsson     | Schweden   | 71,40 m    | besserer Arm: schwächerer Arm: | 39,60 x        | 40,99 25,78    | x 30,41        |
| 5     | Carl Johan Lind   | Schweden   | 68,02 m    | besserer Arm: schwächerer Arm: | x 33,82        | 33,58 x        | 34,20 x        |
| 6     | Eric Lemming      | Schweden   | 67,08 m    | besserer Arm: schwächerer Arm: | 36,27 28,81    | x              | 37,86 29,22    |
| 7     | Hans Tronner      | Österreich | 66,66 m    | besserer Arm: schwächerer Arm: | 34,45 20,73    | 38,54 22,35    | 39,95 26,71    |
| 8     | Károly Kobulszky  | Ungarn     | 59,48 m    | besserer Arm: schwächerer Arm: | 34,62 x        | 35,22 22,47    | 37,01 x        |
| 9     | Wassili Molokanow | Russland   | 47,37 m    | besserer Arm: schwächerer Arm: | 24,79 22,19    | x 22,58        | x              |

### Gruppe B

Arlie Mucks (rechts) – im Vorkampf ausgeschieden mit 63,83 m, Gesamtrang fünfzehn

| Platz | Name            | Nation             | Resultat |                                | 1. Versuch (m) | 2. Versuch (m) | 3. Versuch (m) |
| ----- | --------------- | ------------------ | -------- | ------------------------------ | -------------- | -------------- | -------------- |
| 1     | Elmer Niklander | Finnland           | 72,05 m  | besserer Arm: schwächerer Arm: | x 31,77        | 40,28 x        | x              |
| 2     | Nils Linde      | Schweden           | 67,10 m  | besserer Arm: schwächerer Arm: | x 32,12        | 34,31 x        | 34,98 x        |
| 3     | Gunnar Nilsson  | Schweden           | 67,09 m  | besserer Arm: schwächerer Arm: | 35,89 26,93    | 36,50 30,23    | 36,86 x        |
| 4     | Verner Järvinen | Finnland           | 66,69 m  | besserer Arm: schwächerer Arm: | 37,84 27,88    | x 28,85        | x              |
| 5     | Arlie Mucks     | Vereinigte Staaten | 63,83 m  | besserer Arm: schwächerer Arm: | 42,63 21,20    | x              | x              |

### Gruppe C

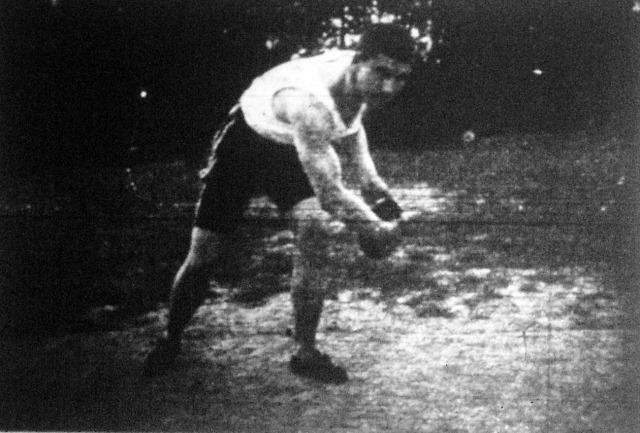
György Luntzer blieb ohne gültige Weite mit der schwächeren Hand

| Platz | Name            | Nation             | Resultat |                                | 1. Versuch (m) | 2. Versuch (m) | 3. Versuch (m) |
| ----- | --------------- | ------------------ | -------- | ------------------------------ | -------------- | -------------- | -------------- |
| 1     | James Duncan    | Vereinigte Staaten | 71,13 m  | besserer Arm: schwächerer Arm: | 39,78 31,35    | x              | x              |
| 2     | Folke Fleetwood | Schweden           | 68,22 m  | besserer Arm: schwächerer Arm: | 35,05 30,96    | 36,95 31,27    | x              |
| 3     | Rezsó Újlaki    | Ungarn             | 66,18 m  | besserer Arm: schwächerer Arm: | 35,93 25,28    | x              | 40,32 25,86    |
| 4     | Josef Schäffer  | Österreich         | 63,50 m  | besserer Arm: schwächerer Arm: | 36,59 26,77    | - 26,91        | x              |
| 5     | Richard Byrd    | Vereinigte Staaten | 62,32 m  | besserer Arm: schwächerer Arm: | x              | 40,10 22,22    | x              |
| 6     | György Luntzer  | Ungarn             | 37,68 m  | besserer Arm: schwächerer Arm: | 32,67 x        | 36,97 x        | 37,68 x        |

## Finale
Datum: 13. Juli 1912
| Platz | Name            | Nation   | Resultat   | Beste Versuche aus dem Vorkampf (m) | 1. Versuch (m) | 2. Versuch (m) | 3. Versuch (m) |
| ----- | --------------- | -------- | ---------- | ----------------------------------- | -------------- | -------------- | -------------- |
| 1     | Armas Taipale   | Finnland | 82,86 m OR | 44,68/35,55 → 80,03                 | 42,78 38,18    | x              | 44,68 x        |
| 2     | Elmer Niklander | Finnland | 77,96 m000 | 40,28/31,77 → 72,05                 | 37,04 33,10    | 37,94 37,68    | x              |
| 3     | Emil Magnusson  | Schweden | 77,37 m000 | 40,28/35,07 → 75,35                 | 37,03 36,05    | 38,90 36,13    | 40,58 36,79    |

## Endresultat
| Platz | Name            | Land               | Weite                       |
| ----- | --------------- | ------------------ | --------------------------- |
| 1     | Armas Taipale   | Finnland           | 44,68/38,18000 → 82,86 m OR |
| 2     | Elmer Niklander | Finnland           | 40,28/37,68000 → 77,96 m000 |
| 3     | Emil Magnusson  | Schweden           | 40,58/36,79000 → 77,37 m000 |
| 4     | Einar Nilsson   | Schweden           | 40,99/30,41000 →71,40 m000  |
| 5     | James Duncan    | Vereinigte Staaten | 39,78/31,35000 →71,13 m000  |
| 6     | Emil Muller     | Vereinigte Staaten | 39,83/29,73000 →69,56 m000  |
| 7     | Folke Fleetwood | Schweden           | 36,95/31,27000 →68,22 m000  |
| 8     | Carl Johan Lind | Schweden           | 34,20/33,82000 →68,02 m000  |
| 9     | Nils Linde      | Schweden           | 34,98/32,12000 →67,10 m000  |
| 3     | Gunnar Nilsson  | Schweden           | 36,86/30,23000 →67,09 m000  |

| Platz | Name              | Land               | Weite                 |
| ----- | ----------------- | ------------------ | --------------------- |
| 11    | Eric Lemming      | Schweden           | 37,86/29,22 → 67,08 m |
| 12    | Verner Järvinen   | Finnland           | 37,84/28,85 → 66,69 m |
| 13    | Hans Tronner      | Österreich         | 39,95/26,71 → 66,66 m |
| 14    | Rezsó Újlaki      | Ungarn             | 40,32/25,86 → 66,18 m |
| 15    | Arlie Mucks       | Vereinigte Staaten | 42,63/21,20 → 63,83 m |
| 16    | Josef Schäffer    | Österreich         | 36,59/26,91 → 63,50 m |
| 17    | Richard Byrd      | Vereinigte Staaten | 40,10/22,22 → 62,32 m |
| 18    | Károly Kobulszky  | Ungarn             | 37,01/22,47 → 59,48 m |
| 19    | Wassili Molokanow | Russland           | 24,79/22,58 → 47,37 m |
| 20    | György Luntzer    | Ungarn             | 37,68/NM0 → 37,68 m   |

Wie schon im bestarmigen Diskuswurf beherrschte der Finne Armas Taipale die Konkurrenz und erzielte mit beiden Armen die jeweils beste Weite. Hier gab es sogar einen finnischen Doppelsieg, Elmer Niklander, der Vierte des bestarmigen Diskuswurfs gewann Silber und da der Schwede Emil Magnusson Dritter wurde, gingen die US-Sportler hier einmal ohne Medaillen aus dem Ring.

## Bildergalerie

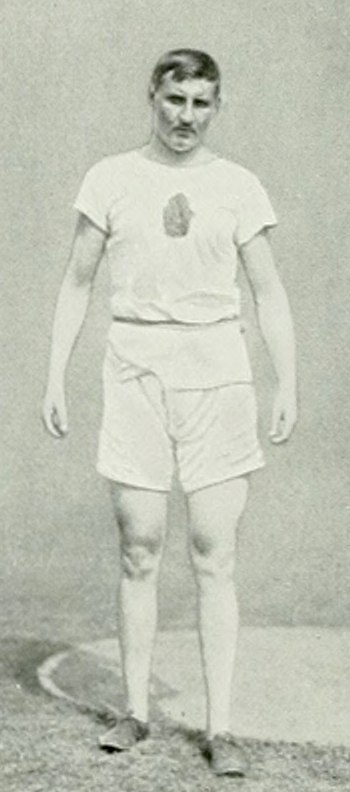
Olympiasieger Armas Taipale
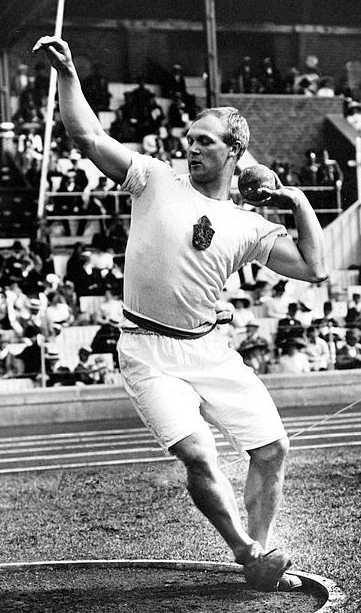
Elmer Niklander, Gewinner der Silbermedaille
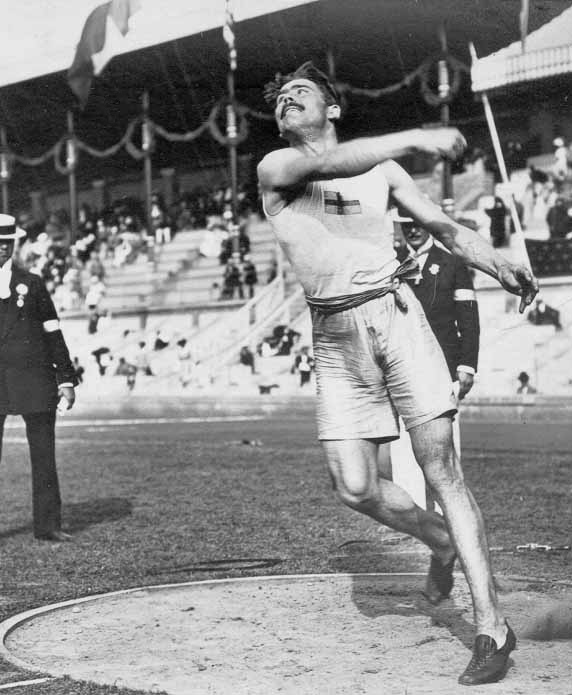
Bronzemedaillengewinner Emil Magnusson
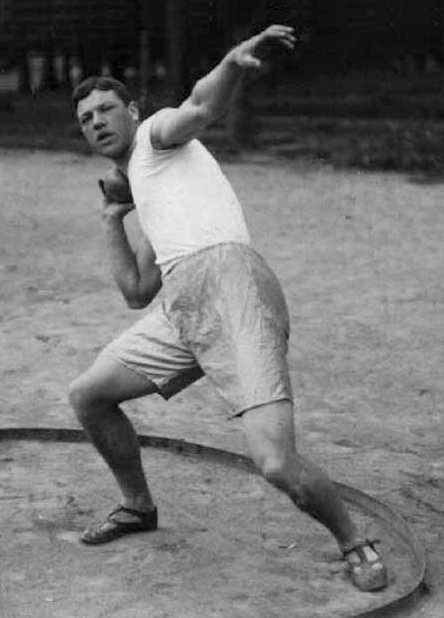
Einar Nilsson belegte Rang vier
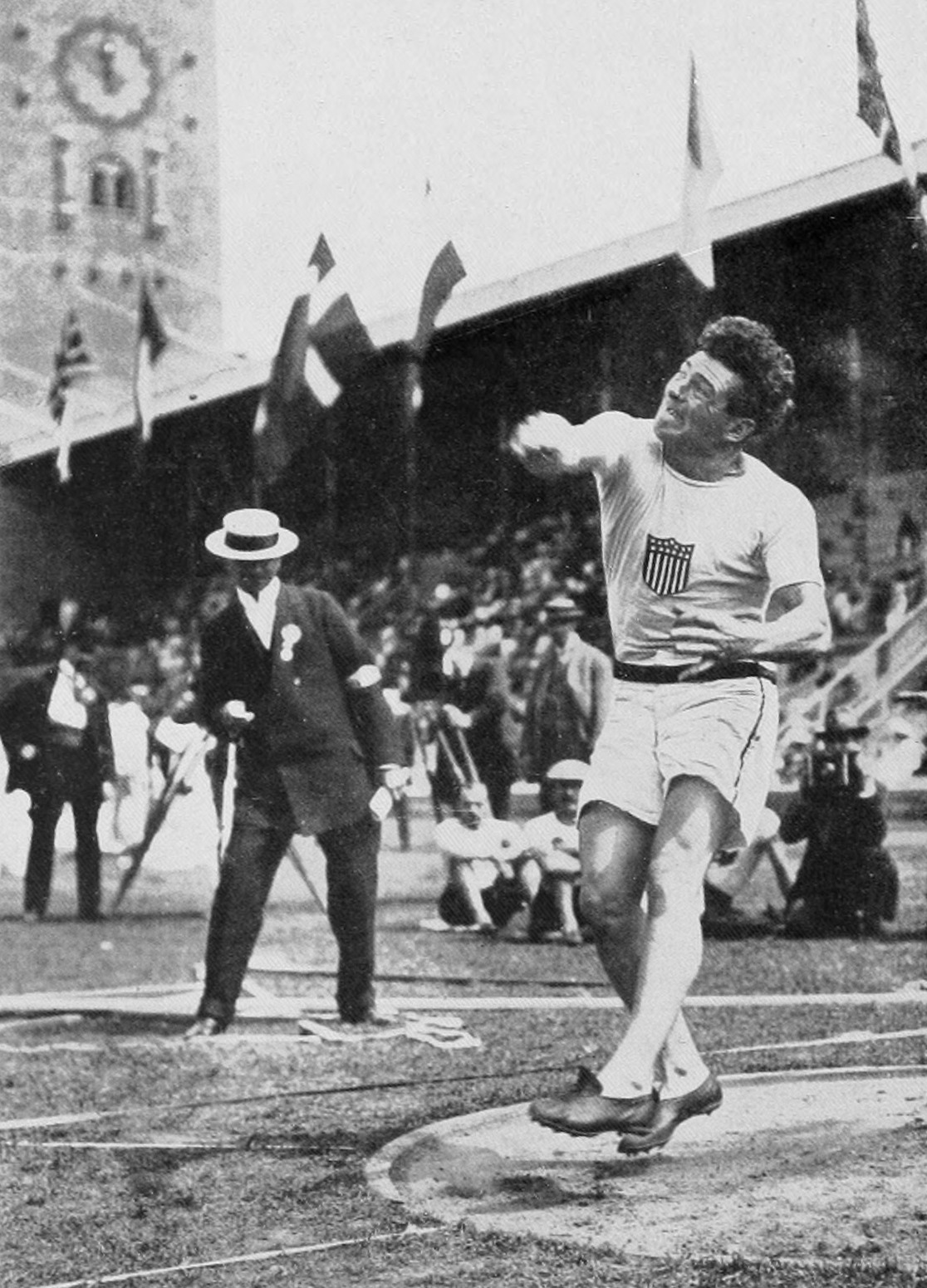
James Duncan – Platz fünf
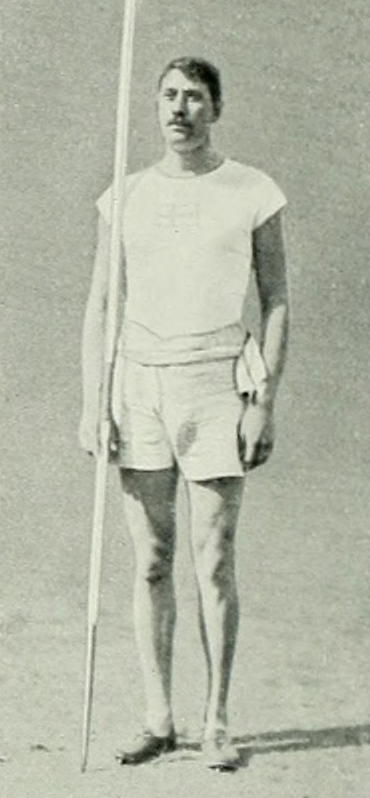
Eric Lemming wurde Elfter
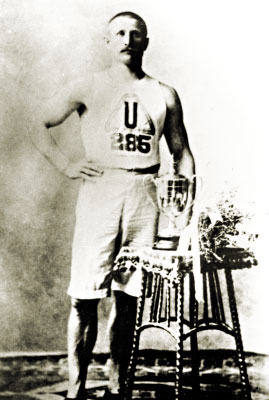
Verner Järvinen erreichte Platz zwölf
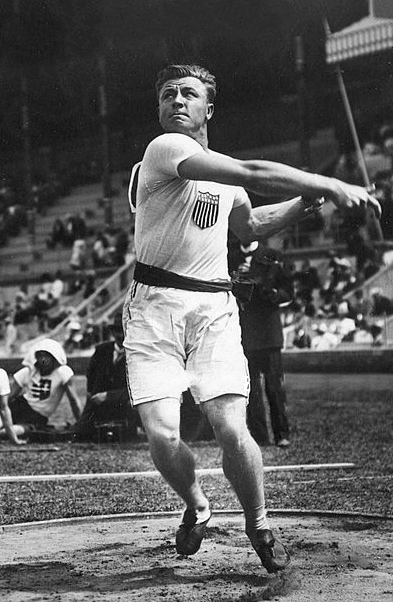
Richard Byrd – Platz siebzehn